# Indische Frauen-Cricket-Nationalmannschaft in den West Indies in der Saison 2011/12
Die Tour der indischen Cricket-Nationalmannschaft nach West Indies in der Saison 2011/12 fand vom 18. Februar bis zum 4. März 2012 statt. Die internationale Cricket-Tour war Bestandteil der Internationalen Cricket-Saison 2011/12 und umfasste drei WODIs und fünf WTwenty20s. Die West Indies gewannen die WODI-Serie 2–1 und die WTwenty20-Serie 3–2.

## Vorgeschichte
Für beide Mannschaften war es die erste Tour der Saison.
Das letzte Aufeinandertreffen der beiden Mannschaften bei einer Tour fand in der Saison 2016/17 in Indien statt.

## Stadien
Die folgenden Stadien wurden für die Tour als Austragungsort vorgesehen.
| Stadt       | Land                | Stadion                     | Kapazität | Spiele                |
| ----------- | ------------------- | --------------------------- | --------- | --------------------- |
| Basseterre  | St. Kitts und Nevis | Warner Park                 | 8.000     | 5. WT20; 1. – 3. WODI |
| North Sound | Antigua und Barbuda | Sir Vivian Richards Stadium | 10.000    | 1. & 2. WT20          |
| Roseau      | Dominica            | Windsor Park (Dominica)     | 12.000    | 3. & 4. WT20          |

## Kaderlisten
Neuseeland benannte seine Kader am 4. Januar 2012.
Australien benannte seine Kader am 5. Januar 2012.
| WODI | WODI | WTwenty20 | WTwenty20 |
| West Indies | Indien | West Indies | Indien |
| --- | --- | --- | --- |
| - Merissa Aguilleira (K, wk) - Stafanie Taylor (VK) - Shemaine Campbelle - Britney Cooper - Shanel Daley - Deandra Dottin - Pearl Etienne - Stacy-Ann King - Kycia Knight - Anisa Mohammed - Subrina Munroe - Juliana Nero - Shaquana Quintyne - Shakera Selman | - Anjum Chopra (K) - Mithali Raj (VK) - Ekta Bisht - Archana Das - Diana David - Jhulan Goswami - Mamata Kanojia - Harmanpreet Kaur - Veda Krishnamurthy - Madhuri Mehta - Sulakshana Naik (wk) - Amita Sharma - Shubhlakshmi Sharma - Gouher Sultana - Sunitha Anand | - Merissa Aguilleira (K, wk) - Stafanie Taylor (VK) - Shemaine Campbelle - Britney Cooper - Shanel Daley - Deandra Dottin - Pearl Etienne - Stacy-Ann King - Kycia Knight (wk) - Anisa Mohammed - Subrina Munroe - Juliana Nero - Shaquana Quintyne - Shakera Selman | - Anjum Chopra (K) - Mithali Raj (VK) - Ekta Bisht - Archana Das - Diana David - Jhulan Goswami - Mamata Kanojia - Harmanpreet Kaur - Veda Krishnamurthy - Madhuri Mehta - Sulakshana Naik (wk) - Amita Sharma - Shubhlakshmi Sharma - Gouher Sultana - Sunitha Anand |

## Women’s Twenty20 Internationals

### Erstes WTwenty20 in North Sound
| 18. Februar Scorecard | North Sound | Indien 101-9 (20)                 | – | West Indies 102-2 (16) |
|                       |             | West Indies gewinnt mit 8 Wickets |   |                        |

Indien gewann den Münzwurf und entschied sich als Schlagmannschaft zu beginnen. Als Spielerin des Spiels wurde Stafanie Taylor ausgezeichnet.

### Zweites WTwenty20 in North Sound
| 19. Februar Scorecard | North Sound | Indien 95-5 (20)          | – | West Indies 92-9 (20) |
|                       |             | Indien gewinnt mit 3 Runs |   |                       |

Neuseeland gewann den Münzwurf und entschied sich als Feldmannschaft zu beginnen. Als Spielerin des Spiels wurde Lisa Sthalekar ausgezeichnet.

### Drittes WTwenty20 in Roseau
| 22. Februar Scorecard | Roseau | Indien 83-7 (20)                  | – | West Indies 84-6 (19.4) |
|                       |        | West Indies gewinnt mit 4 Wickets |   |                         |

Die West Indies gewannen den Münzwurf und entschieden sich als Feldmannschaft zu beginnen. Als Spielerin des Spiels wurde Merissa Aguilleira ausgezeichnet.

### Viertes WTwenty20 in Roseau
| 27. Februar Scorecard | Roseau | Indien 94-5 (20)                  | – | West Indies 95-4 (19.3) |
|                       |        | West Indies gewinnt mit 6 Wickets |   |                         |

Die West Indies gewannen den Münzwurf und entschieden sich als Feldmannschaft zu beginnen. Als Spielerin des Spiels wurde Stafanie Taylor ausgezeichnet.

### Fünftes WTwenty20 in Basseterre
| 3. Februar Scorecard | Basseterre | West Indies 115-4 (20)       | – | Indien 117-4 (19.5) |
|                      |            | Indien gewinnt mit 6 Wickets |   |                     |

Indien gewann den Münzwurf und entschied sich als Feldmannschaft zu beginnen. Als Spielerin des Spiels wurde Mithali Raj ausgezeichnet.

## Women’s One-Day Internationals

### Erstes WODI in Basseterre
| 29. Februar Scorecard | Basseterre | Indien 179-7 (50)          | – | West Indies 103 (46.5) |
|                       |            | Indien gewinnt mit 76 Runs |   |                        |

Die West Indies gewannen den Münzwurf und entschieden sich als Feldmannschaft zu beginnen. Als Spielerin des Spiels wurde Amita Sharma ausgezeichnet.

### Zweites WODI in Basseterre
| 2. März Scorecard | Basseterre | West Indies 204-6 (50) | – | Indien 162-9 (50) |
|                   |            | Spiel abgesagt         |   |                   |

Die West Indies gewannen den Münzwurf und entschieden sich als Schlagmannschaft zu beginnen. Als Spielerin des Spiels wurde Stafanie Taylor ausgezeichnet.

### Drittes WODI in Basseterre
| 4. März Scorecard | Basseterre | Indien 180-7 (50)                 | – | West Indies 181-7 (49.2) |
|                   |            | West Indies gewinnt mit 3 Wickets |   |                          |

Indien gewann den Münzwurf und entschied sich als Schlagmannschaft zu beginnen. Als Spielerin des Spiels wurde Deandra Dottin ausgezeichnet.

## Auszeichnungen

### Player of the Series
Als Player of the Series wurden der folgende Spieler ausgezeichnet.
| Serie | Player of the Series |
| ----- | -------------------- |
| WODI  | Stafanie Taylor      |
| WT20  | Stafanie Taylor      |

### Player of the Match
Als Player of the Match wurden die folgenden Spielerinnen ausgezeichnet.
| Spiel   | Player of the Match |
| ------- | ------------------- |
| 1. WODI | Amita Sharma        |
| 2. WODI | Stafanie Taylor     |
| 3. WODI | Deandra Dottin      |
| 1. WT20 | Stafanie Taylor     |
| 2. WT20 | Ghulan Goswami      |
| 3. WT20 | Merissa Aguilleira  |
| 4. WT20 | Stafanie Taylor     |
| 5. WT20 | Mithali Raj         |